# Hematit
Hematitul (din greacă αίμα, însemnând „sânge”, datorită culorii roșii a unei varietăți ale sale) este forma minerală a oxidului feric, Fe2O3 (III). 

## Descriere
El cristalizează în sistemul trigonal și are aceeași structură cristalină ca ilmenitul sau corindonul. 
Culoarea sa poate să varieze, de la negru la gri-argintiu, de la maroniu la roșiatic sau chiar roșu. 
Este unul dintre cele mai importante minereuri de fier, fiind întâlnit de obicei în formațiunile feroase în benzi. 
Hematitul lustruit a fost considerat ca piatră prețioasă și utilizat pentru realizarea de ornamente, mai ales în Epoca victoriană. De asemenea, se utilizează pentru fabricarea de pigmenți, în industria vopselelor.
Zăcăminte importante de hematit au fost descoperite pe insula Elba, fiind extrase până în vremea etruscilor.
Identificarea pe planeta Marte a unor zone bogate în hematit gri, minereu de bază al fierului, a dus la întărirea ipotezei că în trecut pe planetă exista apă în stare liberă.